# یوژف گوروویتش
یوژف گوروویتش (مجاری: Gurovits József; ۲۳ نوامبر ۱۹۲۸ – ۳ مارس ۲۰۲۱) قایقران کایاک اهل مجارستان بود.